# Q (romanzo)
Q è un romanzo storico di Luther Blissett, "nome multiplo sotto il quale agisce programmaticamente un nucleo di destabilizzatori del senso comune", pubblicato per la prima volta in Italia nel 1999. Dietro al nome collettivo si celavano quattro scrittori residenti a Bologna: Roberto Bui, Giovanni Cattabriga, Luca Di Meo e Federico Guglielmi, in seguito conosciuti come Wu Ming, benché "la giusta attribuzione di Q [vada] all'intero universo comunicazionale definito dall'uso del nome multiplo".
Il romanzo si svolge tra Germania, Olanda, Svizzera e Nord-Italia nel periodo che va dalla Riforma luterana (1517) alla Pace di Augusta (1555).
Come tutti i libri scritti dai Luther Blissett/Wu Ming a partire dal 1996, Q reca la dicitura « Si consente la riproduzione parziale o totale dell'opera e la sua diffusione per via telematica, purché non a scopi commerciali e a condizione che questa dicitura sia riprodotta.» Questo è un precedente importante poiché si tratta della prima opera pubblicata da una major con una formula copyleft (gli autori parlarono nel 1999 di "formula anti-copyright").
Pubblicato in Italia da Einaudi, è stato tradotto in inglese, spagnolo, basco, tedesco, olandese, francese, portoghese, danese, polacco, serbo, greco, russo, ceco, coreano, giapponese e turco.

## Personaggi principali
- Protagonista: senza nome. Durante il racconto prende vari nomi: all'inizio, Gustav Metzger, Lucas Niemanson, Lienhard Jost, Gerrit Boeckbinder, Lot, Hans Grüeb, Ludwig Schaliedecker, Tiziano e Ismael Il-Viaggiatore-Del-Mondo. Partecipa a buona parte delle sollevazioni e rivolte nell'Europa centrale del suo tempo.
- Q: la nemesi del protagonista, colui che ha sempre rovinato i suoi piani, dai palazzi di Wittenberg a Münster. È una spia al soldo di Gian Pietro Carafa.
- Thomas Müntzer: pastore riformatore, leader nella Guerra dei contadini.
- Elias: guardia del corpo di Müntzer, ex minatore e mercenario.
- Ottilie von Gersen: moglie di Müntzer.
- Melchior Hofmann: predicatore anabattista.
- Bernhard Rothmann: teologo anabattista e primo capo degli anabattisti a Münster.
- Jan Matthys: fornaio e capo anabattista a Münster.
- Jan Bockelson: sarto, attore e protettore di prostitute, poi capo anabattista a Münster.
- Bernhard Knipperdolling: tessitore, capo della gilda nel consiglio cittadino di Münster.
- Jan van Batenburg: capo della setta degli Armati della Spada.
- Eloi Pruystinck: capo riformatore olandese.
- Pietro Perna: libraio e stampatore toscano.
- João Miquez: mercante ebreo fuggito da Portogallo e Fiandre.
- Doña Gracia Nasi, ricca vedova e zia di João Miquez.
- Giovanni Pietro Carafa: cardinale e mandante di Q; in seguito Papa Paolo IV.

## Trama

### Prologo
1555. Il luogo è un imprecisato "Fuori dall'Europa". Il narratore descrive alcuni oggetti che ha portato con sé durante una lunga fuga. Passandoli in rassegna, comincia a ricordare la propria vita raminga e tormentata, risalendo fino all'anno 1517, in cui Martin Lutero presentò le 95 tesi con cui diede avvio alla Riforma e a tutto quel che ne conseguì.

### Il Coniatore
1525. Al termine della Battaglia di Frankenhausen i lanzichenecchi riescono a catturare Thomas Müntzer. Il narratore, che era con lui, riesce a fuggire dalla città, portando con sé una sacca di lettere appartenuta al Magister. Dopo una fuga accidentata si rifugia a Bibra, nella casa di un pastore amico della causa contadina, Wolfgang Vogel. Qui lavora come taglialegna in cambio di vitto e alloggio e adotta un nuovo nome: Gustav Metzger.
Aiutandosi con le lettere trovate nella sacca, il narratore ripercorre gli avvenimenti trascorsi dal 1519, quand'era studente all'Università di Wittenberg nei giorni della predicazione di Martin Lutero. È in quel periodo che ha conosciuto Müntzer.
Dopo la partenza di Müntzer da Wittenberg, il narratore e il suo amico Martin Borrhaus lo raggiungono in Turingia. Nella città di Halle conoscono anche sua moglie Ottilie von Gersen.
Nel 1521 Müntzer e i suoi sono ad Allstedt, dove il Magister con i suoi sermoni appoggia i contadini nell'assalto a un convento di francescani usurai. L'esattore Zeiss, subordinato al Principe Elettore di Sassonia, lo convoca per parlare delle sue idee religiose. Qualche giorno dopo la sua partenza, una lettera firmata da un certo Qoèlet avverte Müntzer che i principi gli sono ostili e gli tenderanno una trappola. All'incontro, Müntzer tiene un sermone che nega l'origine divina del potere temporale, apparentemente senza conseguenze. Durante la sua assenza da Allstedt, però, le opposizioni interne si sono rafforzate e il gruppo è scacciato dalla città.
Müntzer e i suoi si spostano a Mühlhausen dove incontrano Heinrich Pfeiffer, un predicatore che incita i borghigiani alla rivolta contro i ricchi mercanti che comandano in città. Quando un certo Willi Pustola è incarcerato in spregio delle leggi cittadine sulla prigionia, i borghigiani si ribellano e assediano la parte alta della città. Con l'aiuto dei contadini i mercanti riescono a liberarsi e a pacificare la città con minime concessioni. Müntzer, Pfeiffer e i capi della rivolta vengono espulsi. Hanno appreso la lezione: i contadini sono fondamentali.
Si recano quindi a Norimberga, dove incontrano il libraio Hans Hut. Prima di essere espulsi anche da qui, stampano scritti radicali e "fogli volanti" da far circolare ovunque.
Müntzer decide di dividere il gruppo. Lo scopo è distribuire fogli volanti in tutta la Turingia, conquistare contadini e minatori, tornare e prendere Mühlhausen.
In occasione di una fiera, contadini e minatori entrano in massa a Mühlhausen. Insieme ai borghigiani si impadroniscono della città e aboliscono tutti i privilegi. Anche dalle città vicine giungono notizie di rivolte.
Si prepara la controffensiva dei principi. Quando le truppe di Filippo d'Assia stanno per assediare Frankenhausen, il Magister Thomas riceve un'altra lettera da Qoèlet, che finora gli ha sempre dato consigli preziosi. Il misterioso corrispondente lo informa che le truppe del langravio sono allo sbando. Bisogna approfittarne. Müntzer decide di marciare con trecento compagni sulla piana di Frankenhausen e combattere la battaglia decisiva. Sulla piana, i contadini trovano invece un esercito numeroso e ben armato, e vengono annientati.

### Un Dio, una fede, un battesimo
Brabante, 1538. Dopo l'esecuzione di Jan van Batenburg, il narratore, che faceva parte della sua banda di anabattisti responsabili di innumerevoli saccheggi, omicidi e stupri, cerca di scappare dalle Fiandre, rifugiandosi ad Anversa, dopo essersi cancellato col fuoco il tatuaggio che indicava l'appartenenza alla banda. Lì trova un imbarco come mozzo su una nave diretta a Plymouth in Inghilterra.
Il giorno della partenza, mentre si dirige al molo, intravedendo un gruppo di soldati spagnoli, decide di passare oltre ma altri spagnoli lo aggrediscono, picchiandolo e lasciandolo a terra svenuto.
Quando si risveglia, scopre di essere stato salvato e curato da un copritetti, Lodewijk Pruystinck, detto Eloi, capo di una comunità che vive grazie alle sovvenzioni di ricchi mercanti che appoggiano la causa. Eloi riconosce dalla cicatrice del tatuaggio tipico degli Armati della Spada di Batenburg. Eloi vorrebbe ascoltare la sua storia, ma il protagonista ha perso ogni stimolo. Quando Eloi gli chiede il suo nome, risponde che va bene un nome qualunque. Questo intriga Eloi, che sceglie il nome biblico Lot, colui che non si volta indietro. Nella comunità di Eloi, il protagonista incontra una ragazza di nome Kathleen e sua figlia Magda. Tali incontri, oltre a donargli nuovi stimoli, lo convincono a raccontare a Eloi la sua vita.
1525. Dopo la disfatta a Frankenhausen e il periodo trascorso da Vogel, il narratore assume il nome di Lucas Niemanson e va ad Augusta, dove incontra diversi superstiti della rivolta contadina. È il cosiddetto Sinodo dei Martiri. I partecipanti si credono profeti o mistici, predicano con gesti plateali e si fanno notare dalle autorità, che una notte catturano e mettono a morte molti di loro. Il narratore fugge diretto a Strasburgo, dove lo attende l'amico Martin Borrhaus detto Cellario.
Cellario fornisce al protagonista una nuova identità: Lienhard Jost, marito tornato dalla Germania di Ursula Jost, donna in fuga dal passato misterioso. Con Ursula il rapporto va oltre la finzione. Le cose sembrano andare bene, finché non arriva in città il predicatore ambulante Melchior Hofmann. Insieme a lui Lienhard ed Ursula cominciano a provocare l'élite religiosa, tollerante ma statica e senza coraggio.
Inimicatosi le autorità cittadine, il narratore parte insieme a Hofmann alla volta di Emden, dove a causa della sua predicazione, Hofmann viene esiliato e la nascente comunità anabattista viene guidata da Jan Volkertsz detto Trijpmaker.
Gli anabattisti si spostano ad Amsterdam, dove a causa delle loro predicazioni contro la ricchezza vengono segnalati alle autorità. Trijpmaker viene bruciato sul rogo.
Braccato, il protagonista assume il nome di un cugino morto della famiglia che lo nasconde: Gerrit Boekbinder. Gli viene dato il soprannome "Gert dal Pozzo" per un episodio accaduto fuori da un'osteria, durante una rissa: caduto in un pozzo, ne riemerge per abbattere gli avversari a colpi di secchio. Quel giorno conosce il fornaio di Haarlem Jan Matthys, anabattista radicale. Tra i due si instaura un profondo rapporto. In una disputa sul ricorso alla violenza nel movimento anabattista, Gert si schiera dalla parte del nuovo amico, contro Hofmann, decretando praticamente la supremazia di Matthys, che inizia a cercare adepti tra le classi sociali più basse, tra i quali il lenone e attore Jan Bockelson, proveniente da Leida.
Quando i fedelissimi di Matthys arrivano a dodici, come gli apostoli, Matthys li divide in coppie per predicare in varie città. Gert e Jan di Leida si recano a Münster per incontrare il predicatore locale, Bernhard Rothmann.
A Münster i cittadini hanno appena scacciato il vescovo Franz von Waldeck e messo in minoranza i cattolici, ma vi è tensione tra i luterani, rappresentati dai borgomastri, e gli anabattisti, rappresentati da Rothmann, dal capo della gilda dei tessitori Berndt Knipperdolling e ora anche da Gert e Jan.
La situazione degenera. I luterani si arroccano nel monastero di Überwasser, da dove iniziano a trattare per il rientro in città del vescovo, mentre gli anabattisti si barricano nella piazza della chiesa di San Lamberto. Qui un mercenario, Heinrich Gresbeck, convince Gert a farsi nominare capitano e a guidare gli anabattisti. Gresbeck gli farà da luogotenente. Gert, Gresbeck e un manipolo di uomini marciano sul monastero e convincono i luterani a non aprire le porte a von Waldeck. Oltre alla pace e al controllo della città, Gert guadagna una enorme fama di condottiero.
Poco tempo dopo arriva Jan Matthys. Gli abitanti di Münster si aspettano che governi in continuità coi suoi profeti, ma l'ex-fornaio sembra cambiato: espelle cattolici e luterani dalla città, mandandoli nudi nelle campagne in pieno inverno, fa uccidere i dissidenti, brucia ogni libro che non sia la Bibbia, dà tutto il potere ai suoi accoliti, predica la fine del mondo per il giorno di Pasqua e la salvezza per gli abitanti della nuova Gerusalemme.
Gert e Gresbeck decidono di uccidere Matthys, ma questi li anticipa, sferrando un attacco suicida alle linee del vescovo e restando ucciso. Il suo cadavere è rispedito dentro le mura, a pezzi, in una cesta. La folla acclama Jan di Leida come nuovo capo.
Gert approfitta di una missione in Olanda in cerca di armi e munizioni. Gli serve tempo per riflettere. Al suo ritorno scopre che Jan di Leida si è dichiarato Re di Gerusalemme, gli altri capi della rivoluzione fanno parte della sua corte, vige la poligamia e si vive in un clima di terrore. Disgustato, lascia la città per sempre. 
Pochi mesi dopo, grazie a un traditore, il vescovo espugna Münster. Nel frattempo, Gert è raccolto, quasi morto di stenti, da Jan di Batenburg, che lo prende nella sua banda. Qui termina il racconto fatto a Eloi nel 1538. 
Eloi propone al narratore di prendere parte a una grande truffa alla banca dei Fugger di Augusta, per mezzo di false lettere di credito. Un agente dei Fugger complice della truffa, Gotz, racconta al protagonista che una spia al soldo di un potente di Roma, diretta a Münster, si era recata alla sua filiale per ritirare soldi con un sigillo raffigurante una Q. Il narratore pensa subito al Qoèlet che tradì Müntzer. Oltre ad aver attirato in trappola i contadini, la spia ha sabotato il sogno della Nuova Sion.

### Il Beneficio di Cristo
1545. Il banchiere Anton Fugger scopre la truffa. Per evitare i danni di una denuncia pubblica, scrive a Gian Pietro Carafa perché sguinzagli l'inquisizione contro Eloi e i suoi. Eloi è catturato e ucciso. 
Il narratore fugge a Basilea, dove frequenta il circolo protestante di Johannes Oporinus. Qui conosce il libraio Pietro Perna, a cui si associa nella diffusione clandestina de Il Beneficio di Cristo, libello scritto dal monaco Benedetto Fontanini. Il monaco è vicino al circolo dei cardinali "spirituali", guidati dell'esule inglese Reginald Pole. Pur essendo cattolico, nel suo testo accetta la giustificazione "per sola fede".
Intanto Carafa manda Q a Viterbo per spiare il circolo di Pole, per collegarlo al testo eretico e impedire la probabile elezione dell'inglese al soglio pontificio.
Il narratore arriva a Venezia per lavorare con gli stampatori. Ora adotta il nome germanizzato dell'amico Eloi: Ludwig Schaliedecker. Alloggia in una locanda che è anche bordello, gestita da una greca, donna Demetra. Quando il bandito detto "il Mulo" minaccia Demetra di rubarle le ragazze, il narratore lo pesta a sangue. Demetra propone a "Ludovico" di investire nella locanda e diventare suo socio. 
All'inaugurazione della locanda rinnovata, il narratore conosce tre ebrei portoghesi, fiamminghi d'adozione: João Miquez, suo fratello Bernardo e il loro agente Duarte Gomez.
Fuori dalla locanda, gli sgherri del Mulo circondano Ludwig. João e i suoi uomini li mettono in fuga. Nella conversazione che segue, si dimostrano interessati all'affare Beneficio di Cristo. Nel frattempo il libro è stato messo all'indice al concilio di Trento, cosa che spaventa gli stampatori di Venezia. I Miquez subentrano così a questi ultimi.
Il narratore apprende da un cliente del bordello che, con ogni probabilità, l'agente Q è in Italia. Decide quindi di attirarlo, approfittando dei viaggi in cui distribuisce il Beneficio di Cristo per riprendere la predicazione anabattista, in modi che a Q risultino familiari. All'uopo adotta il nome di Tiziano. 
Tiziano si fa notare, convertendo molte persone all'anabattismo. Carafa invia Q sulle tracce del misterioso battezzatore. A Venezia Q riceve anche l'incarico di fomentare l'odio contro gli ebrei, compresi i Miquez, per farli espellere dalla città.
A Mantova Tiziano incontra un cardinale diretto al conclave, Giovanni Maria Ciocchi del Monte, e lo convince a intercedere con l'abate del monastero in cui è rinchiuso Fontanini, per farlo liberare.
Q seleziona una lista di tedeschi residenti a Venezia che potrebbero essere Tiziano. Collega subito il nome "Ludwig Schalidecker! a Eloi, che vide bruciare sul rogo ad Anversa. Capisce che il solo uomo capace di una tale macchinazione è anche il solo a essersi salvato dalla caduta di Münster: Gert dal Pozzo.
Ma il narratore ha teso una trappola al suo nemico. Sorpreso a indagare su Ludwig, Q è fatto prigioniero dai Miquez e portato davanti al suo antagonista. Quest'ultimo riconosce il suo vecchio luogotenente, Gresbeck. I due si confrontano. Q riconosce che, pur avendo vinto ogni duello a distanza, le vittorie non sono sue: egli ha solo fatto ciò che Carafa gli ordinava. Sente quindi di non aver vissuto la propria vita e che ormai Carafa non ha più bisogno di lui. Propone al suo capitano di un tempo di sabotare i piani del cardinale, rendendo pubblica una confessione: quella dell'aiutante di Tiziano, Pietro Manelfi. 
Manelfi, oltre ad aver rivelato i nomi di tutti gli adepti durante un interrogatorio a Bologna, ha rivelato dell'incontro tra Tiziano e il cardinale Ciocchi del Monte, nel frattempo eletto papa col nome di Giulio III, nella ricerca di un equilibrio tra "spirituali" e "intransigenti". Tale rivelazione farebbe un tale scandalo da far pendere il conclave successivo verso Pole. La confessione è depositata presso una filiale Fugger a Venezia. Al termine del colloquio, Q consegna al narratore il proprio diario.
Recuperata la confessione, il narratore e Q sono attaccati da uomini di Carafa. Si rifugiano nel bordello, dove però sono attaccati dal Mulo, che incendia il locale. Una trave cade dal soffitto in fiamme e uccide Q. La confessione di Manelfi va in cenere.
A Venezia la predicazione antigiudaica ha dato i suoi frutti. I Miquez decidono di rifugiarsi a Istanbul, sotto la protezione di Solimano il Magnifico, e di aiutare a fuggire i loro compagni ebrei. Il protagonista andrà con loro.

### Epilogo
Istanbul, 1555. Gian Pietro Carafa è papa col nome di Paolo IV. La Pace di Augusta mette fine alle guerre di religione in base al principio Cuius regio, eius religio. Il narratore, che ora si chiama Ismael Il-Viaggiatore-Del-Mondo, è ormai lontano. A Istanbul è consulente di Jossef Nassi, nonché João Miquez. Nell'ultima scena, attende di essere ricevuto dal sultano, a cui racconterà la propria storia.

## Pseudo-attribuzione diQa Umberto Eco
Fin dai primi tempi del Luther Blissett Project circolano dicerie e leggende sul presunto ruolo di Umberto Eco come eminenza grigia del movimento. L'uscita di Q incoraggia nuovi paragoni e collegamenti. Il 25 febbraio 1999 su Panorama si legge:
Il 6 marzo 1999 Il Messaggero dà notizia di una smentita da parte di Eco.». Il giorno stesso, La Repubblica pubblica un'intervista di Loredana Lipperini ai quattro autori di Q, con questa premessa: «la storia [...] è piaciuta a più di un illustre lettore che ha potuto gustarla in anteprima e ha alimentato ciò che era prevedibile: la caccia al vero autore, fin qui identificato in prelati eretici e, naturalmente, in Umberto Eco. Le cose stanno diversamente. Gli autori sono quattro e sono nel "Luther Blissett Project" fin dai suoi esordi.»

## Interpretazioni e controversie
Una lettura politica di Q sostiene che la vicenda sia un'allegoria della situazione europea dopo lo spegnersi dei movimenti di protesta nati con il Sessantotto e attivi negli anni settanta. Quel che la controriforma fu per le chiese radicali e rivoluzionarie del primo Cinquecento, il reaganismo, il neoliberismo e il pensiero neoconservatore sono stati per le utopie controculturali di ogni tipo fiorite dalla Summer of Love del 1967 e dal Maggio parigino. Per questo gli stessi membri del collettivo Luther Blissett/Wu Ming hanno descritto il romanzo come un "manuale di sopravvivenza".
Q è stato paragonato al romanzo d'avventura di Emilio Salgari per il ritmo incalzante e i duelli epici.
Alcune critiche si sono soffermate sull'utilizzo da parte degli autori di una sintassi intenzionalmente moderna e non "d'epoca", e sul presunto anacronismo rappresentato dal turpiloquio. A quest'ultima critica gli autori hanno risposto ricordando che il XVI secolo è il secolo dell'Aretino e di opere scurrili come La cazzaria di Antonio Vignali, che le parolacce oggi in uso nella lingua italiana sono le stesse già presenti in quella latina, e che nel romanzo non hanno usato nulla che non si trovasse già nei Carmina priapea (I secolo a.C.).

## Polemiche legate al Premio Strega 1999
Q arrivò alla finale del Premio Strega 1999, ma gli autori disertarono la cerimonia. "Lo Strega è una buffonata, una delle tante istituzioni inutili di questo Paese.", dichiararono con due mesi d'anticipo all'inserto Io Donna del Corriere della Sera, 15 maggio 1999. "Naturalmente non ci interessa vincere", aggiunsero, "anche perché il primo posto è sempre assegnato in anticipo, ma se per caso dovessimo entrare nella cinquina, abbiamo consigliato alla Einaudi di comprarci il quarto posto." In un'altra intervista, stavolta sul quotidiano L'Unità del 30 aprile 1999, avevano detto: "Il Premio Strega è più truccato di Sanremo e quest'anno è già appaltato alla Maraini." Mancavano ancora cinque settimane alla finale, che il 9 luglio avrebbe effettivamente portato Luther Blissett al quarto posto e incoronato vincitrice Dacia Maraini con la raccolta di racconti Buio.

## Spettri di Müntzer all'alba
Su Giap, la newsletter pubblicata dai Wu Ming, in occasione del decennale del romanzo, ossia nel marzo 2009, gli autori di Q pubblicano una lunga riflessione intitolata Spettri di Müntzer all'alba in cui mettono in luce echi e parallelismi tra le manifestazioni di protesta di oggi, specialmente il G8 di Genova, e la guerra dei contadini tedeschi del 1525.
Nel 2001, la grande marcia degli Zapatisti, al seguito del Subcomandante Marcos, verso Città del Messico per i diritti degli indios, comprende anche il movimento di protesta italiano delle Tute Bianche, di cui fanno parte i Wu Ming che per l'occasione, regalano una copia di Q a El Sub e scrivono un breve racconto allegorico, La favola della scimmia bianca. Secondo l'interpretazione degli autori, lo zapatismo è stato un movimento altamente innovativo, e ha influenzato tutte le lotte a venire, compresa quella dei movimenti impropriamente definiti "no global".
Spinti dall'enorme successo ottenuto con il libro anche grazie alla diffusione su internet, tanto che non era raro vedere persone nei forum di movimento firmarsi Magister Thomas o Gert dal Pozzo e il motto omnia sunt communia circolare in giro per la rete o su striscioni di cortei, e confortati da ciò che era accaduto a Seattle nel 1999 al meeting della WTO, a Praga al meeting tra Fondo Monetario Internazionale e Banca Mondiale nello stesso anno e in Québec nel 2001 al convegno dell'ALCA, i Wu Ming furono molto attivi nel convincere la gente ad andare a Genova per il G8, scrivendo anche un appello, Dalle moltitudini d'Europa in marcia contro l'impero e verso Genova, ma quella protesta si rivelò "una Frankenhausen" (la sconfitta dei contadini tedeschi  raccontata in Q).
L'ultima parte della riflessione è un'analisi della metafora del "potere sotto assedio" che prese forma nel movimento del 2000-2001. Secondo i Wu Ming, l'evocazione "forzosa" di questa metafora, a cui essi stessi contribuirono coi loro scritti d'occasione, fu un errore. Proprio lo scontro tra la metafora di un potere assediato e la realtà di un potere inassediabile (perché "immateriale" come il flusso finanziario) è, secondo gli autori, alla base degli errori di calcolo che portarono il movimento a cadere nella trappola genovese. Dopo quella sconfitta, il movimento si affievolì e si radicalizzò sempre più in un circolo vizioso per cui meno gente c'era più si estremizzava e ciò portò all'abbandono del movimento delle persone non interessate a "patetici combattimenti tra galli".
I Wu Ming concludono il saggio dicendo che la loro marcia proseguirà senza miti tecnicizzati.
Nel 2010 una traduzione in inglese di Spettri di Müntzer all'alba è stata pubblicata come introduzione a una raccolta di sermoni di Thomas Müntzer pubblicata da Verso Books.

## Altai
Nel 2009 esce '’Altai’’, romanzo con cui Wu Ming celebra il decennale di Q del quale è uno spin-off. 
I fatti si svolgono nel continuum temporale e storico di '’Q'’. L'azione inizia nel 1569, 15 anni dopo l'epilogo del primo romanzo; l’ambientazione iniziale (Venezia) riprende quella della terza parte del romanzo precedente; tre personaggi sono comuni a entrambi i romanzi: Ismail (nuovo nome del protagonista di Q), Grazia Nasi alias Beatriz de Luna e Giuseppe Nasi alias Joao Miquez.

## Il ventennale diQe una nuova scoperta d'archivio
Nel 2019, in occasione del ventennale dell’uscita di Q, l’Archiginnasio di Bologna organizza una mostra intitolata “Come un incendio d’estate secca e ventosa. Vent’anni di Q, un libro rivoluzionario tra storia della stampa e Riforma”, allestita recuperando dalla vastissima e antica biblioteca e dagli archivi storici dell’istituzione, nonché dai cataloghi di altri enti e istituti in Europa, libri e documenti originali menzionati nel romanzo:
Durante le ricerche per allestire la mostra, i due curatori Marcello Fini e Michele Righini scoprono una seconda copia del trattato cinquecentesco Il Beneficio di Cristo, del quale si pensava fosse sopravvissuto un solo esemplare. Si trova alla Herzog August Bibliothek di Wolfenbüttel. Nelle parole dello storico Carlo Ginzburg, "A Wolfenbüttel ce l’avevano sotto il naso e non se n’erano mai accorti”
Il 4 giugno 2019, insieme al collega Adriano Prosperi, ai curatori della mostra e ai Wu Ming, Ginzburg chiude le celebrazioni del ventennale intervenendo al convegno "Vent’anni di Q: sul rapporto tra ricerca storica e narrativa”, nella sala Stabat Mater dell’Archiginnasio.

## Edizioni italiane ed estere
- Italiano: Einaudi, 1999, ISBN 978-88-0614-740-2; 2022, ISBN 978-88-0625-253-3
- Basco: Gatazka Kolektiboa, 2009, ISBN 978-84-613-5252-4
- Ceco: Dokořán, 2006, ISBN 80-7363-072-9
- Coreano: Saemulgyeol, 2006, ISBN 978-89-555-9212-2
- Danese: Hovedland, 2002, ISBN 87-7739-554-9
- Francese: Seuil, 2001, ISBN 2-02-040066-9 (col titolo L'œil de Carafa); Seuil, 2021, ISBN 978-20-2148-325-3 (col titolo Q: L'œil de Carafa)
- Giapponese: Tokyosogensha, 2014, ISBN 978-4488010119
- Greco: Travlos, 2001, ISBN 960-7990-35-8; Οι Εκδόσεις των Συναδέλφων, 2022 ISBN 978-61-8557-116-0 (col titolo '’ΕΚΚΛΗΣΙΑΣΤΗΣ’')
- Inglese: Heinemann, 2003, ISBN 0-434-01000-6 Harcourt, 2004, ISBN 0-15-101063-3 Arrow, 2004, ISBN 0-09-943983-2
- Olandese: Wereldbibliotheek, 2001, ISBN 90-284-1877-6
- Polacco: Albatros, 2005, ISBN 83-7359-269-5
- Portoghese (Brasiliano): Conrad, 2002, ISBN 85-87193-56-2
- Russo: Machaon, 2006, ISBN 5-18-001036-5
- Serbo: Plato, 2010, ISBN 978-86-447-0524-6
- Spagnolo: Grijalbo/Mondadori, 2000, ISBN 84-9759-358-8
- Tedesco: Piper, 2002, ISBN 3-492-04218-X; Assoziation A, 2016, ISBN 978-3-86241-450-5
- Turco: Everest Yayinlari, 2015, ISBN 97-5289-645-6

## Versioni teatrali in Italia e all'estero
Nel 2004 la compagnia teatrale napoletana “Il pozzo e il pendolo” adatta per la prima volta Q per il teatro. Negli anni successivi lo spettacolo, intitolato “Q - Dedicato a Luther Blissett”, va più volte in scena in città, con la regia di Ciro Sabatino, che è anche autore dell’adattamento insieme ad Annamaria Russo. 
Nel 2017, a Berlino, in occasione del cinquecentesimo anniversario della Riforma luterana e su incarico della Fondazione Rosa Luxemburg, Thomas Ebermann e Berthold Brunner scrivono e producono una versione teatrale di Q. La prima va in scena il 22 maggio 2017 alla Festsaal Kreuzberg. Nei due anni successivi lo spettacolo va in scena ad Amburgo, Francoforte, Gottinga, Hannover, Lipsia, Monaco, Oldenburg, Potsdam e altre città tedesche.